# 泰國次級行政區劃
泰國的行政區劃分為四個等級。一級行政區是「府」（ changwat）。府以下設次級行政區「縣」（ amphoe），又譯「大區」或「郡」。
如果在曼谷的次級行政區則稱為khet（เขต），泰國觀光局台北辦事處及台灣官方將該詞譯為「區」，中國大陸官方將其譯作「縣」。現今曼谷下分50個區，全國其他地區劃設76個府，各府皆下分為若干個縣。
次級行政區「縣」之下的行政單位依次是「鎮」（ tambon）、「村」（ muban）。

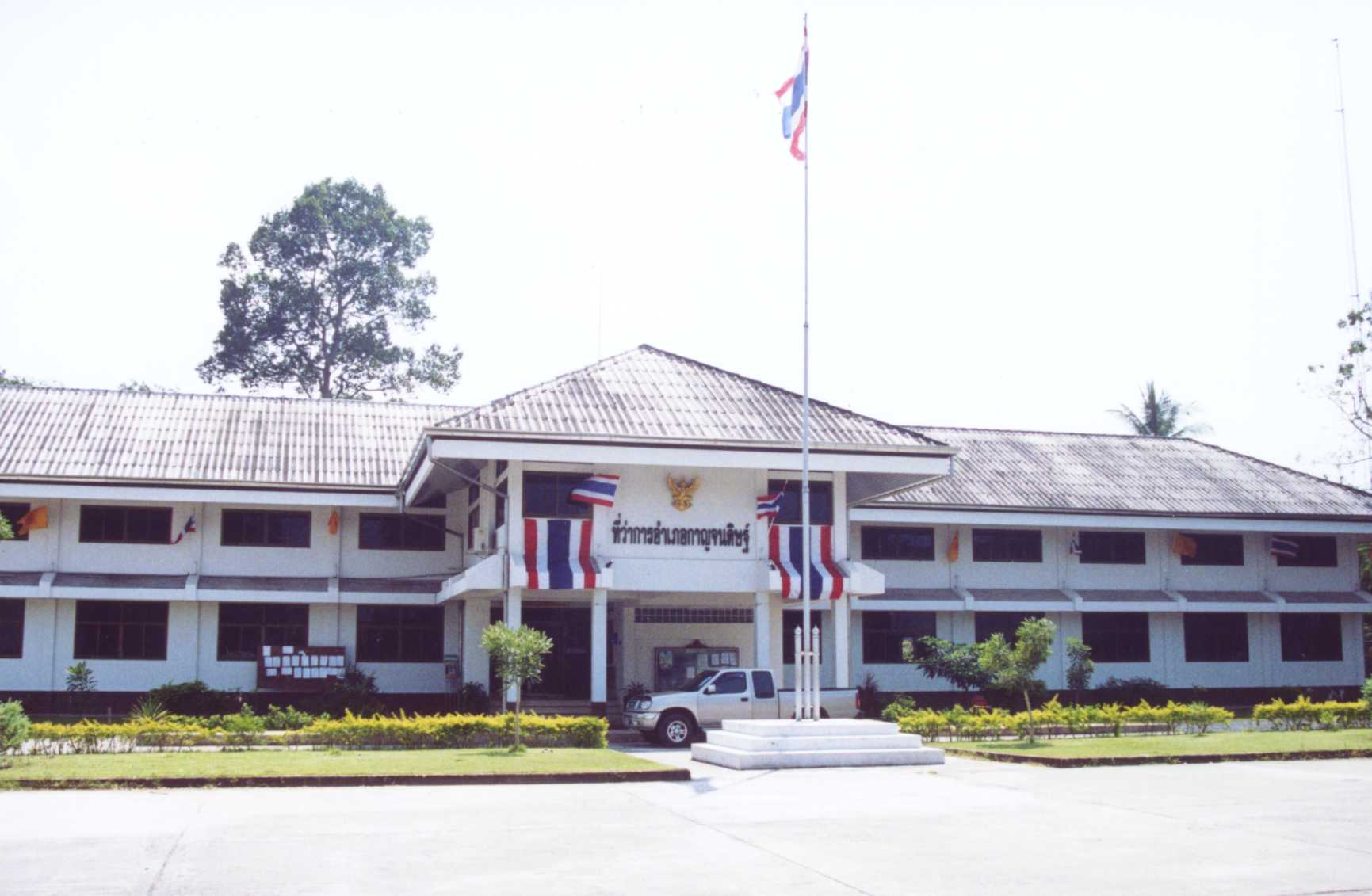
素叻府的一個縣（泰國的次級行政區）公署

## 县的面積、人口
泰国各县（又译郡）的面積與人口都有很大差別，最少為桐艾府的沽島縣（Koh Kut）僅2042人，最多為色功府縣接近45萬人。曼谷三攀他旺縣面積最小僅1.4平方公里，而達府翁龐縣（Umphang）面積達4325平方公里，她甚至大於很多個府，同時地處偏遠山區的翁龐也是全國人口密度最低的縣。

## 县的名字
县的名字多數是獨一無二的，少數县因為音近，所以轉寫為拉丁字後的譯名竟然相同。1996年，為了紀念泰王普密蓬登基五十週年，「差隆帕傑」名字（Chaloem Phra Kiat）被同時賜封給五個新縣，因為這個名字是對王室成員的敬稱，除此以外，別無例外。	
各县的長官稱為县令（郡令），他們由泰王國民政部委派，必須向本府的府尹彙報。

## 府治县（Amphoe Mueang）
各府的行政中心稱為府治县（又译府治郡、直辖县、大區），往往在一個小城市。包含這個城市的行政區域則稱為府治縣（例如：普吉府治縣、清邁府治縣等）。在1930年以前各府中心城市的名稱不盡同于府的名稱，但是隨著當年進行的行政制度改革，名稱都統一了。唯一的例外是大城府的府治縣稱為「聖城阿育跎耶府治縣」，而大城府全名則是「聖城阿育跎耶府」。
各府治县管轄下的城市往往是本府最大的，唯一例外是宋卡府的合艾市原來是第二大城，由於興建了火車站和機場，較好的基礎設施使得泰－馬貿易迅速增長，合艾現在是宋卡府的第一大都市。
以下四個泰國的县名稱裡面雖然像府治縣一般名字裡有（Mueang，勐）這個詞，但她們並不是府治縣：
- 孟汕（Mueang Chan，在四色菊府，其府治縣為四色菊）
- 孟盼（Mueang Pan，在南邦府，府治縣為南邦）
- 孟雙（Mueang Suang，在橫逸府，府治縣為橫逸）
- 孟揚（Mueang Yang，在呵叻府，府治縣為那空拉差是瑪）

## 次級縣（King Amphoe）
在一些縣含有相對比較偏遠的地區，則劃分出次級縣（又譯次區、次郡、支郡）以方便本地群眾生活，次級縣雖然在級別上低于縣，但包括縣的幾乎全部功能。
行政上設立縣的標準是某地區至少包含5個區，人口達到3萬人。或者距離本郡行政署25公里以上，包含四個區，人口達到1.5萬人。
一旦次級縣達到獨立成縣的要求，一般被提昇為縣。有的時候新的行政分劃直接成為縣，而跳過次級縣的階段，如長島縣在1903年至1988年僅是普吉府的區，88年被直接提昇為縣。有的縣因為人口流失而被貶為次級縣，如沙敦府「Thung Wa」曾遭受很多人口流失至鄰近的區「La Ngu」，結果兩地的縣級別互換。另一個例子是前春蓬武里縣（Chumphon Buri），其較發達一部份獨立成次級縣後被提昇，而她則被貶為次級縣。
次級縣的長官稱為次級縣令（次郡令）。請注意次級縣中「King」僅僅是泰語音譯，同泰王並沒有直接的關係。
當前泰國總共有877個縣、81個次級縣，2007年5月泰王國民政部決定將全國的次級縣都提昇為縣以方便行政管理。請看2007年8月24日王家檄文。

## 县的行政署
每個县設有一間行政署，一般設立在本縣的人口中心。泰國公路的路標上的距離都是指到各縣行政署的距離。
縣行政署的主要功能為進行各類登記，如出生、死亡、婚姻登記等，這對于泰國人民的生活至關重要。

## 次級行政区列表
| 次序 | 名稱                            | 人口 （根據2000年 的人口普查） | 名稱         | 面積 （km²） | 名稱         | 人口密度 每平方公里人數 |
| ---- | ------------------------------- | ------------------------------ | ------------ | ------------ | ------------ | ----------------------- |
| 1.   | 沙没巴干府治县 (北榄府治县)     | 435,122                        | 翁庞县       | 4325.4       | 邦巴沙都拍县 | 45,187.9                |
| 2.   | 那空叻差是玛府治县 (呵叻府治县) | 430,053                        | 通帕蓬县     | 3655.2       | 三攀他旺县   | 30,182.1                |
| 3.   | 乌隆府治县 (乌隆他尼府治县)     | 379,851                        | 班赖县       | 3621.5       | 吞武里縣     | 24,494.5                |
| 4.   | 孔敬府治县                      | 359,065                        | 湄曾县       | 3361.2       | 邻铃县       | 22,180.8                |
| 5.   | 暖武里府治县                    | 332,388                        | 桑卡拉武里县 | 3349.4       | 空訕縣       | 20,844.6                |
| ...  |                                 |                                |              |              |              |                         |
| 922. | 乍伦帕杰县                      | 7,517                          | 空訕縣       | 6.1          | 农亚邦县     | 10.0                    |
| 923. | 东普县                          | 6,957                          | 拍那空县     | 5.5          | 根格拉占县   | 9.8                     |
| 924. | 閣西昌县                        | 4,417                          | 挽叻縣       | 5.5          | 桑卡拉武里县 | 8.7                     |
| 925. | 阁昌县                          | 4,399                          | 邦巴沙都拍县 | 1.9          | 西沙瓦县     | 6.1                     |
| 926. | 阁骨县                          | 2,042                          | 三攀他旺县   | 1.4          | 翁庞县       | 5.1                     |

### 引用
1. 1 2  周定国. . 中国对外翻译出版公司. 2008: 1233. ISBN 978-7-5001-0753-8. 府以下设置795个县（amphur）。县以下设镇、村。首都曼谷为府级直辖市（metropolitan administration）；芭堤雅设为府级特别市（special administrative city）。
2. 1 2  中华人民共和国外交部. .   [2019-01-20]. （原始内容存档于2018-12-04）. 全国分中部、南部、东部、北部和东北部五个地区，共有77个府，府下设县、镇、村。曼谷是唯一的府级直辖市。
3. ↑  人民网. . 2017-07-27  [2019-01-20]. （原始内容存档于2019-01-20）. 普吉府甲涂县
4. ↑   (PDF). 泰國觀光局 台北辦事處. 泰國觀光局. 2023-05-01  [2025-03-30]. （原始内容存档 (PDF)于2025-03-29） （中文（繁體））.
5. ↑  . 台灣中央通訊社. 2025-03-28  [2025-03-30]. （原始内容存档于2025-04-11） （中文（臺灣））.
6. ↑  人民网 人民日报海外版. . 2018-01-31  [2019-01-20]. （原始内容存档于2019-01-20）. 曼谷三攀他旺县
7. ↑  .   [2007-12-27]. （原始内容存档于2008-11-12）.

## 外部連結
- http://www.amphoe.com（泰文）